# Brug 493
Brug 493 is een vaste brug in Amsterdam-Noord. Hoewel genummerd als brug, is het een viaduct.
Het is gelegen in de Johan van Hasseltweg en voert over de Adelaarsweg. Het kunstwerk maakt deel uit van een uitgebreid stelsel van bruggen en viaducten over het Noordhollandsch Kanaal en de Nieuwe Leeuwarderweg. Het werd aangelegd voor de toevoer vanuit Nieuwendam naar de IJtunnel. Daartoe werd de Johan van Hasseltweg verhoogd aangelegd op een dijklichaam tussen het Mosveld en het IJ, ook wel de Mosveldtraverse genoemd.
De ontwerper van brug 493 is Dirk Sterenberg van de Dienst der Publieke Werken, hij kwam met een viaduct op drie niveaus. De Adelaarsweg werd ter plaatse zeer diep aangelegd, op een tweede niveau kwamen een voet- en fietspad; op het derde niveau de Johan van Hasseltweg.
Het rijdek in de Adelaarsweg is zodanig diep ten opzichte van de omgeving dat in de brug een pompinstallatie werd ingebouwd. Toch kent deze maar een maximale doorrijhoogte van 3,20 meter. De brug is van gewapend beton, gedragen door een fundering van voorgespannen beton tot op een diepte van circa 14 meter -NAP. Het viaduct had ten tijde van de oplevering een oppervlak van 494 m². Het had destijds het standaard uiterlijk van wit betonnen overspanning met daarop blauwe relingen / leuningen. Dit was ook terug te vinden in de wanden van de onderdoorvoer.
In verband met de aanleg van de Noord/Zuidlijn met station Noorderpark ging de kruising op de schop. Er kwamen gescheiden rijdekken en bruggen voor snel- en langzaam verkeer. Ten zuiden van brug 491 over het Noordhollands Kanaal werd een voet- / fietspad aangelegd met een nieuwe brug, die later de naam Jip Golsteijnbrug kreeg. Door deze verlegging sloten de voet- en fietspaden niet meer aan op brug 493. Daarom werd de zuidelijke rand van de brug deels weggebroken en voorzien van een nieuwe boarding. Dat had tot gevolg dat daar het "oude" kleurenpatroon en patroon in het leuningwerk verdween. De nieuwe rand kreeg het uiterlijk mee van de Jip Golsteijnbrug.
Het viaduct was nogal eens slachtoffer van graffiti. Om dat tegen te gaan kreeg de gehele onderkant in 2016 een mural van Stonie B. Hij koos voor de westkant voor vogels (het viaduct ligt in de Vogelbuurt), voor de oostkant flora, wellicht een verwijzing naar het Noorderpark. Bijzonder is dat de street-artartiest ook de pijlers voorzag van schilderwerk. Bovendien loopt het thema van de mural door op de wand van de nabijgelegen basisschool.

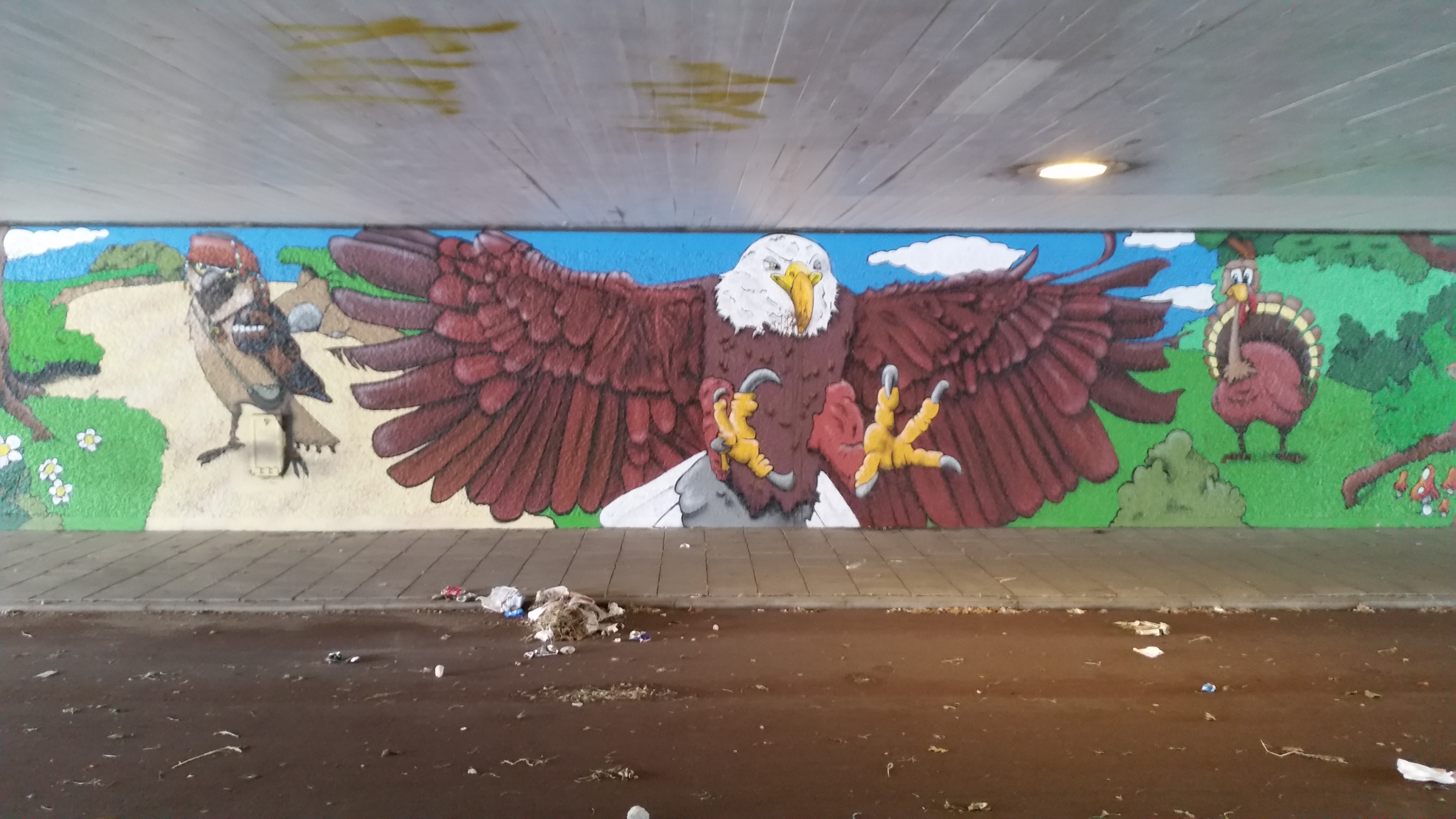
De adelaar uit de mural van Stonie B (juni 2018)

<<< · 400 · 401 · 402 · 403 · 404 · 405 · 406 · 407 · 408 · 409 · 410 · 411 · 413 · 414 · 415 · 416 · 417 · 418 · 419 · 420 · 421 · 422 · 423 · 424 · 425 · 427 · 429 · 430 · 431 · 432 · 433 · 434 · 435 · 436 · 437 · 438 · 439 · 440 · 441 · 442 · 443 · 444 · 445 · 446 · 447 · 448 · 449 · 450 · 451 · 452 · 453 · 454 · 455 · 456 · 457 · 458 · 459 · 460 · 461 · 462 · 463 · 464 · 465 · 466 · 469 · 470 · 471 · 472 · 473 · 474 · 475 · 476 · 478 · 479 · 480 · 482 · 483 · 485 · 486 · 487 · 488 · 489 · 490 · 491 · 492 · 493 · 494 · 495 · 496 · 497 · 499 · >>>
Brugnummers 412, 426, 428, 467, 468, 477, 481, 484 en 498 zijn niet (meer) vergeven.